# Параньгинка
Параньгинка (луговомар. Паренге Вуд) — река в России, протекает в Параньгинском и Моркинском районах Республике Марий Эл. Устье реки находится в 171 км по правому берегу реки Илеть. Длина реки составляет 21 км, площадь водосборного бассейна 122 км².
Исток реки на восточных окраинах села Параньга. Река течёт на юг, протекает через сёла Параньга и Ляжбердино, после чего втекает в ненаселённый лесной массив. Впадает в Илеть восточнее села Петровское.

## Топонимика
Древняя форма названия Поранча («марийская река»), которая объясняется посредством пермских языков «Пор + ан + ча», где удм. пор — мари, «ан» — словообразующий суффикс, «ча» — суффикс, вариант гидроформанта «ша».

## Данные водного реестра
По данным государственного водного реестра России относится к Верхневолжскому бассейновому округу, водохозяйственный участок реки — Волга от Чебоксарского гидроузла до города Казань, без рек Свияга и Цивиль, речной подбассейн реки — Волга от впадения Оки до Куйбышевского водохранилища (без бассейна Суры). Речной бассейн реки — (Верхняя) Волга до Куйбышевского водохранилища (без бассейна Оки).
По данным геоинформационной системы водохозяйственного районирования территории РФ, подготовленной Федеральным агентством водных ресурсов:
- Код водного объекта в государственном водном реестре — 08010400712112100001548
- Код по гидрологической изученности (ГИ) — 112100154
- Код бассейна — 08.01.04.007
- Номер тома по ГИ — 12
- Выпуск по ГИ — 1